# Schistochila lehmanniana
Schistochila lehmanniana là một loài rêu tản trong họ Schistochilaceae. Loài này được (Lehm. & Lindenb.) Carrington & Pearson miêu tả khoa học lần đầu tiên năm 1888.